# NGC 3817
NGC 3817 је спирална галаксија у сазвежђу Девица која се налази на NGC листи објеката дубоког неба.
Деклинација објекта је + 10° 18' 16" а ректасцензија 11h 41m 52,8s. Привидна величина (магнитуда) објекта NGC 3817 износи 13,3 а фотографска магнитуда 14,2. NGC 3817 је још познат и под ознакама UGC 6657, MCG 2-30-12, CGCG 68-28, HCG 58C, PGC 36299.